# Дребах
Дребах (њем. Drebach) општина је у њемачкој савезној држави Саксонија. Једно је од 69 општинских средишта округа Ерцгебирге. Према процјени из 2010. у општини је живјело 5.739 становника. Посједује регионалну шифру (AGS) 14521150.

## Географски и демографски подаци
Дребах се налази у савезној држави Саксонија у округу Ерцгебирге. Општина се налази на надморској висини од 477 метара. Површина општине износи 32,7 km². У самом мјесту је, према процјени из 2010. године, живјело 5.739 становника. Просјечна густина становништва износи 175 становника/km².

## Међународна сарадња
| Мјесто | Држава    | Врста сарадње | Од    |
| ------ | --------- | ------------- | ----- |
|        | Француска | партнерство   | 1996. |
| Извор  |           |               |       |